# 't Giet zoas 't giet
 't Giet zoas 't giet is een nummer van de Drentse dialectband Skik. Het is de eerste single van hun derde studioalbum  's Nachts uit februari 1999. In januari dat jaar werd het nummer op single uitgebracht.

## Achtergrond
De single gaat over het feit dat het leven niet te sturen is. In Nederland was de single in week 2 van 1999 de 306e Megahit op destijds Radio 3FM en werd een radiohit. De single bereikte de 48e positie in de publieke hitlijst; destijds de Mega Top 100 op Radio 3FM. In de Nederlandse Top 40 op toentertijd Radio 538 werd géén notering behaald. De single bleef steken op een 2e positie in de Tipparade.
In België (Vlaanderen) werd géén notering behaald in beide Vlaamse hitlijsten.